# Izajáš

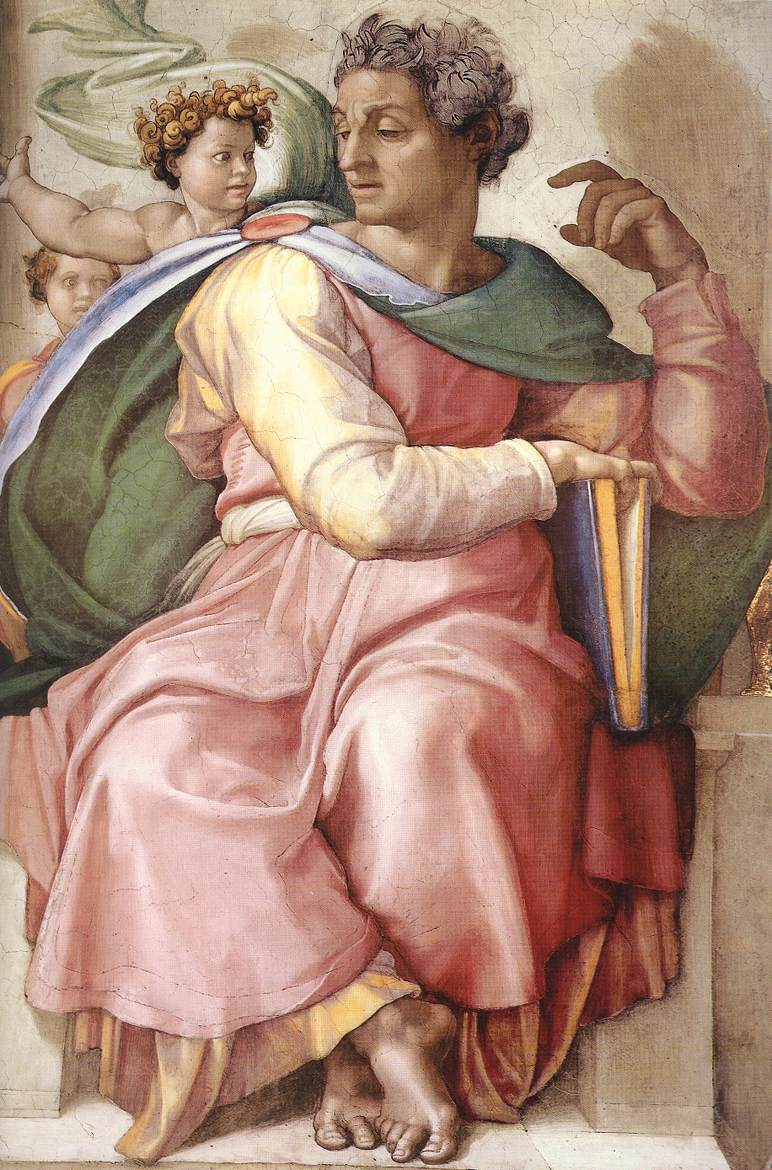
Michelangelovo ztvárnění Izajáše v Sixtinské kapli

Izajáš (hebrejsky יְשַׁעְיָהוּ, Ješajahu, což znamená „Hospodin vysvobozuje“), v českých překladech Bible přepisováno též jako Izaiáš či Isajá, je jeden z významných starozákonních proroků. Působil jak na území severního, tak jižního izraelského království, přičemž jako období jeho působení se uvádí rozmezí let 781–687 př. n. l. Podle židovského učence Abrahama Zacuta začal Izajáš prorokovat v roce 3140 od stvoření světa, což odpovídá rokům 622–621 př. n. l., v den zemětřesení. Jeho osobě se připisuje autorství biblické knihy Izajáš, případně jen autorství její první části, tedy kapitoly 1-39.

## Život
Byl synem blíže neznámého Amóse (nezaměňovat s prorokem Ámosem), který byl podle rabínské tradice z královského rodu a byl rovněž prorokem. Za ženu si vzal „prorokyni“ – není jasné, zda je tak zvána pro svůj vlastní prorocký dar či jen proto, že je ženou proroka – a měl s ní dva syny, kteří stejně jako on nesou symbolická jména, byli to Šearjašúb a Maher-šalal-chaš-baz.
Působil během vlády judských králů Azarjáše, Jótama, Achaza a Chizkijáše – tedy v období vymezeném výše. Jeho povolání k prorocké službě zaznamenává 6. kapitola knihy Izajáš. Jeho prorokování má zvláštní charakter nekompromisní pevnosti; jeho spiritualita by se dala vyznačit hlubokou úctou ke „Svatému Izraele“.
V mládí jej zřejmě velmi zasáhla okupace Izraele asyrským vladařem Tiglatpilesarem III. Této invazi se vzepřel judský král Achaz, který odmítl spojit se s králem severního království a Sýrií, takže byl poražen Rezinem z Damašku a izraelským Pekachem. Achaz se poté spojil s Tiglat-Pileserem proti Izraelskému království a Sýrii – to vedlo k porážce Rezina a Pekacha a odvlečení mnoha lidí do Asýrie.
Krátce poté se Salmanassar V. rozhodl podřídit si zcela izraelské království a Samaří bylo 722 př. n. l. dobyto. Judské království bylo pro své spojenectví uchráněno, když se ale později král Chizkijáš spojil s Egyptem proti Asýrii (Iz 30,2-4), asyrský král Sinacherib vytáhl roku 701 př. n. l. do Judska. Chizkijáš se podřídil, avšak zanedlouho opět vyprovokoval Sennacheriba k tažení do Judska. Izajáš jej při této příležitosti povzbuzuje k odporu proti Asyřanům. Asyrská armáda byla poražena a tak skončily výpady proti Judsku.
Zbytek Chizkijášovy vlády byl pokojný, avšak nemáme zpráv o Izajášově smrti; mohl žít až do začátku vlády krále Menašeho. Podle tradice zemřel ve věku 120 let, a to jako mučedník při pohanském povstání v době Menašeho vlády. Židovská i křesťanská tradice má za to, že byl přeřezán pilou vejpůl, o čemž se zmiňuje apokryfní spis Mučednictví (martyrium) a nanebevzetí Izajášovo a na což zřejmě činí narážku i novozákonní List Židům.

## Dílo
Ve svých dílech Izajáš navazuje na proroka Ozeáše, který psal o „síle a lásce“. Pro své myšlenky nebyl příliš oblíbený u ortodoxního kněžstva a některých králů. Mezi hlavní témata patří odsouzení Izraele za odpadlické uctívání Hospodina a modloslužbu, utrpení a vyvolení Božího lidu a proroctví o pomazaném Mesiáši.
Izajášovo dílo bylo nalezeno v Kumránu v rozsahu asi sedmimetrového svitku. Osu celého díla tvoří myšlenky odcizení. Element odcizení se projevuje v tom, že lidé více než na Boha dbají na to, aby měli dostatek majetku a veškerého možného přepychu.

## Izajáš v mormonismu
Prorok Izajáš hraje významnou roli i v Církvi Ježíše Krista Svatých posledních dnů. Základní kniha tohoto náboženství, Kniha Mormonova,
obsahuje mnoho kapitol, vzatých zcela nebo částečně z Knihy Izajáš.
Kapitoly 2-14 nalezneme v knize 2.Nefi, kapitoly 48 a 49 v knize 1.Nefi,
kapitoly 50 a 51 opět v knize 2. Nefi, kapitolu 52 a 54 v knize 3. Nefi a kapitolu 53 v knize Mosiáš. Zároveň s tím obsahuje Kniha Mormonova velké množství veršů z knihy Izajáš, stejně jako zmínek o proroku Izajášovi (např. Helaman 8:20).
Členové Církve Ježíše Krista věří, že jeden z proroků Knihy Mormonovy, Nefi, odvezl s sebou desky s
Izajášovými proroctvími na americký kontinent a používal text jako
podobenství o svém rodu.
"(A já Nefi) četl jsem (svým bratrům) to, co bylo napsáno prorokem Izaiášem; neboť jsem vztahoval všechna písma na nás, aby nám mohla býti ku prospěchu a k poučení. Pročež jsem k nim promluvil řka: Slyšte slova prorokova, vy, kteří jste zbytkem domu Izraele, větví, jež byla odlomena; slyšte slova prorokova, jež byla napsána pro celý dům Izraele, a vztahujte je na sebe, abyste měli naději, stejně jako vaši bratří, od nichž jste byli odlomeni; neboť podle tohoto způsobu prorok píše." 1.Nefi 23b-24

Izajášovský text v Knize Mormonově obsahuje drobné odlišnosti, které jsou výsledkem překladu proroka Josepha Smitha.